# Бискапа гате
Би́скапа га́те (латыш. Bīskapa gāte) — улица в Старой Риге.
Идёт от набережной 11 Ноября до площади Гердера, затем, повернув под прямым углом влево, до улицы Миесниеку. Общая длина улицы — 141 метр.

## История
Первоначально находилась на территории Епископского замка (XIII век). В XVI веке территория замка отошла городу. Под названием Епископская улица встречается с XVI века. Современное название получила в 1923 году.
В 1940-е годы улица была снова переименована — в честь Чарлза Дарвина, а в 1950 году стала называться улицей Музея. Современное название было возвращено в 1990 году.

## Достопримечательности
- д. 6 — жилой дом (XVI—XVII век)

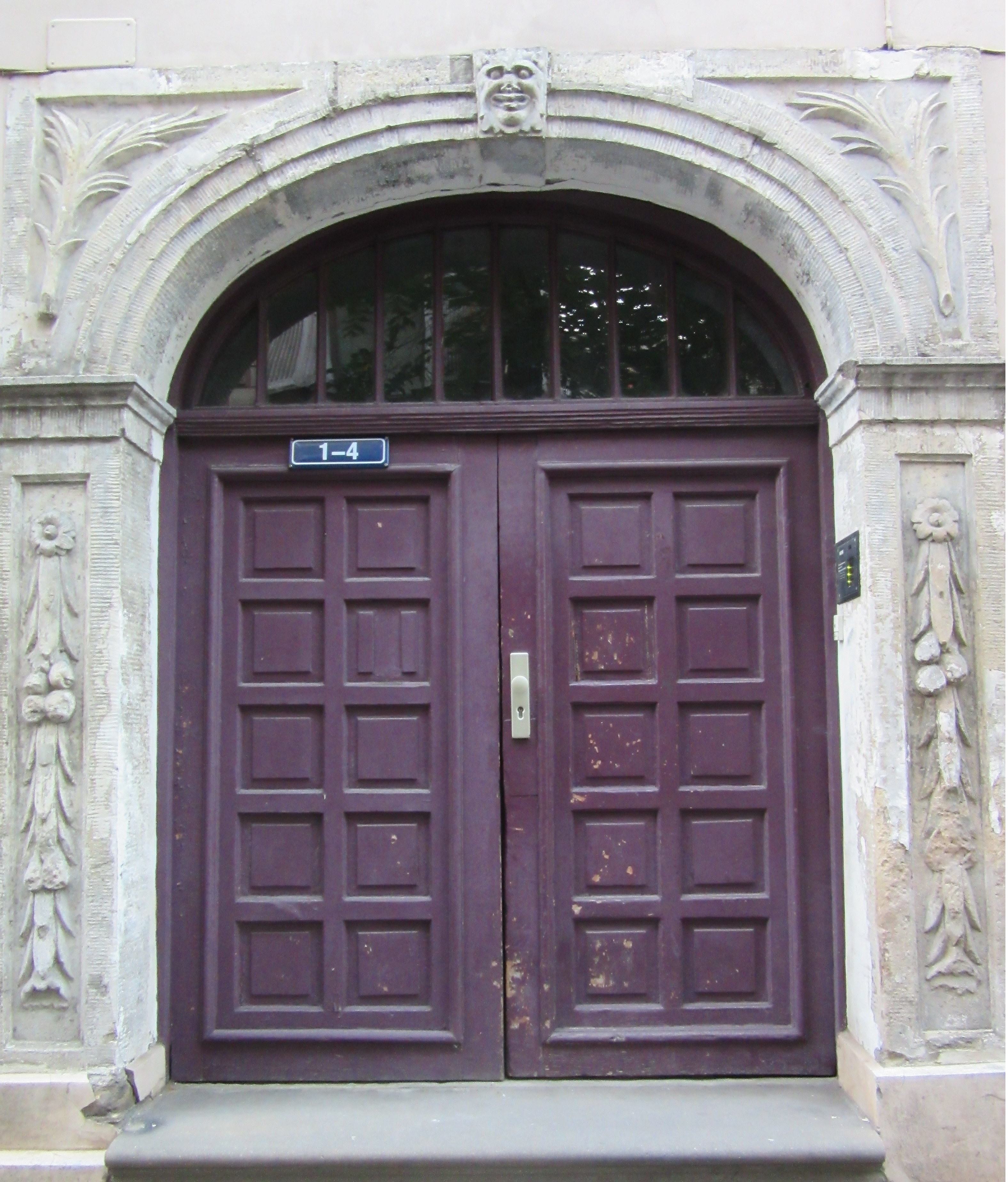
Портал д. 6

- д. 8 — жилой дом (1896, архитектор Харийс Мелбартс)